# Tampa Bay Rowdies
El Tampa Bay Rowdies fou un club de futbol professional de la ciutat de Tampa (Florida) que participà en la North American Soccer League.

## Història
El club va ser fundat el 1975 i es dissolgué el 1993. El club jugà a la NASL durant deu temporades, entre 1975 i 1984. També jugà a la NASL indoor diverses temporades. Després de la desaparició de la NASL el 1984 el club s'uní a l'American Indoor Soccer Association la temporada 1986-87, i a l'American Soccer League III el 1988. Romangué a aquesta lliga i a la seva successora, l'American Professional Soccer League, fins al 1993. Un nou equip amb el mateix nom es crearà per participar en el United Soccer Leagues el 2010.

## Palmarès
- North American Soccer League:
  - 1975
- Títols de divisió:
  - 1975 Eastern Division
  - 1976 Eastern Division, Atlantic Conference
  - 1978 Eastern Division, American Conference
  - 1979 Eastern Division, American Conference
  - 1980 Eastern Division, American Conference
- North American Soccer League Indoor:
  - 1976, 1979-80

## Entrenadors
- Eddie Firmani 1975 - 1977
- John Boyle 1977
- Gordon Jago 1978 - 1982
- Al Miller 1983
- Rodney Marsh 1984-1987
- Ken Fogarty 1989-1993
- Ricky Hill: 1992
- Ken Fogarty: 1993

## Futbolistes destacats
- Oscar Fabbiani (1979)
- Mirandinha (1978-79)
- Peter Anderson (1978-80)
- Manny Andruszewski (1979-80)
- Paul Hammond (1975;1977-78)
- Stewart Jump (1975-77)
- Mark Lindsay (1975-77;1984)
- Rodney Marsh (1976-1979)
- Iain Anderson (1977/1981)
- John Gorman (1979-82)
- Davie Robb (1977-78)

## Assistència d'espectadors
- 1975 - 10.728
- 1976 - 16.452
- 1977 - 19.491
- 1978 - 18.123
- 1979 - 27.650
- 1980 - 28.345
- 1981 - 22.532
- 1982 - 22.532
- 1983 - 18.507
- 1984 - 10.932